# Битва при Умм-Касре
Битва при Умм-Касре — одна из первых военных операций США в рамках военного вторжения в Ирак. О своём успехе здесь коалиция объявляла четыре раза, трое из которых оказались недостоверными сообщениями.
21 марта 2003 года армейские соединения США начали штурм стратегически важного порта Умм-Каср. На штурм Умм-Касра были брошены силы 15-го морского экспедиционного отряда США, 3-я бригада специального назначения Великобритании и польские солдаты.
Иракские солдаты оказали сильное сопротивление. В городе шли ожесточённые бои. 25 марта город был объявлен безопасным, началось разминирование акватории порта с использованием тральщиков и дельфинов.
После разминирования фарватера Умм-Каср сыграл важную роль накоплении военных сил коалиции и перевозке гуманитарных грузов для гражданского населения.